# Калитрикс лиственничный
Калитрикс лиственничный (лат. Calytrix laricina) — вид цветковых растений рода Калитрикс (Calytrix) семейства Миртовые (Myrtaceae).
Растёт на западе Австралии. Эндемик.

## Ботаническое описание
Многоветвистый кустарник. Ветви широко раскинуты в сторону. В высоту достигает 210 сантиметров.
Листья скручены по 3 штуки, их мало, они жёсткие, цельные.
Цветки на макушке, на коротких цветоножках, скрученные, немногочисленные.